# Karl Rabe (SS-Mitglied)
Karl Hermann Rabe (* 11. Juni 1905 in Mühlhausen/Thüringen; † 9. September 1989 in Salzhausen) war ein deutscher SS-Obersturmbannführer und Leiter des Sonderkommandos 7b der Einsatzgruppe B.

## Leben
Rabe war Sohn eines Kaufmanns. Er besuchte die Bürgerschule und das Gymnasium in Eisenach, das er vorzeitig verließ. Im Jahr 1923 nahm er am Hitlerputsch teil. Von 1923 bis 1927 gehörte er dem Wikingbund an. Nach der Absolvierung einer Lehre war er als kaufmännischer Angestellter in verschiedenen Firmen in Eisenach tätig.
Zum 1. Juni 1930 trat er der NSDAP bei (Mitgliedsnummer 259.544). Von März 1931 bis Mai 1932 war er Mitglied der SA. Am 1. Juni 1932 wurde er Mitglied der SS (SS-Nummer 54.628). Am 1. Dezember 1935 wurde er beim SD-Hauptamt I (Personalamt) eingestellt. Im August 1939 wurde er an den SD-Leitabschnitt Prag als Personalreferent versetzt und wurde später Chef der Reichsschule der Sicherheitspolizei und des SD. Im Jahre 1942 kam er nach Berlin zum RSHA zurück. Im Winter 1943 wurde er als Führer des Sonderkommandos 7b nach Orel versetzt und führte das Kommando bis zum Oktober 1944. In Dieser Funktion war er für Erschießung und Vergasung von sogenannten Partisanen, Gefängnisinsassen und Juden verantwortlich. Anschließend wurde er in die Ostslowakei abkommandiert und dort mit Führung des z.b.V-Kommandos 27 betraut.
Im Mai 1945 wurde er in der Nähe von Pilsen von amerikanischen Truppen verhaftet und dann an sowjetische Organe ausgeliefert. Bis Ende 1949 war er in Kriegsgefangenschaft im Kaukasus. Nach der Entlassung kam er nach Rotenburg bei Hamburg zu seiner Familie. Seit 1952 lebte er in Hamburg, arbeitete dort in einem Export-Geschäft und von 1956 bis 1970 bei der AEG-Schiffsbau als Export-Sachbearbeiter.